# Deeyah Khan
Deeyah Khan, född 7 augusti 1977 i Oslo, är en norsk filmregissör, sångerska och människorättsförespråkare. Hon är grundare av produktionsbolaget Fuuse, som specialiserat sig på dokumentärfilmer, digitala medieplattformar och innehåll för television och live-evenemang. Hon är också grundare och redaktör för tidskriften Sister-Hood Magazine, som främjar och ger röst till kvinnor av muslimsk bakgrund.
År 2016 blev Khan UNESCO-goodwillambassadör för konstnärlig frihet och kreativitet.

## Biografi

### Födelse och förfäder
Deeyah Khan föddes i Oslo av sunnimuslimska föräldrar. Hennes mamma är pashtun med rötter i Afghanistan och hennes far är punjabi. Fadern kommer från Pakistan. Hon har en yngre bror som heter Adil Khan, som är skådespelare.

### Tidig karriär
Vid sju års ålder introducerades Khan till musiken av sin far. Hennes första offentliga uppträdande ägde rum i norsk tv vid åtta års ålder. Hon förekom därefter emellanåt i tv och sjöng även på andra artisters skivor. Hennes första album "I Alt Slags Lys" lanserades när hon var femton år gammal. Strax efter det flyttade hon till Storbritannien, där hon gav ut två singlar och ett album. Hon övergick senare till att arbeta som musikproducent.

## Diskografi
- 1992: I alt slags lys (album)[3].
- 1995: Get Off My Back (singel)[4].
- 1995: History (Singel)[5].
- 1995: Color Of My Dreams (singel)[6].
- 1996: Deepika (album)[7].
- 2005: Plan of My Own / I Saw You
- 2007: Ataraxis (album)[8].
- 2010: Listen To The Banned  (samlingsalbum med förbjudna, förföljda och fängslade konstnärer från Afrika, Mellanöstern och Asien. Amnesty International i Storbritannien stödde Listen To The Banned genom att göra albumet tillgängligt via sin webbplats i slutet av 2010.
- 2012: Nordic Woman (samlingsalbum med kvinnliga konstnärer av traditionella nordiska musikformer från Norge, Sverige, Danmark, Finland och Island.
- 2013: Echo of Indus CD med den pakistanska medborgaren Ashraf Sharif Khan Poonchwala
- 2013: Iranian Woman (samlingsalbum med iranska kvinnliga konstnärer)[9].

## Sister-Hood
År 2007 lanserade Deeyah Khan Sister-Hood som en konstnärlig plattform för muslimska kvinnor. År 2016 blev Sister-Hood webbtidning med målet att ge röst till kvinnor med muslimsk bakgrund. Sex månader senare vann Sister-Hood Espoke Livings pris för bästa webbplats vid Asian Media Awards för tidningens arbete för jämställdhet och för att öka  medvetandet om de problem som påverkar muslimska kvinnor.

## Filmproduktion
Khan regidebuterade med dokumentären Banaz A Love Story. Dokumentären har fått internationella utmärkelser, inklusive Emmy Award 2013 för bästa internationella dokumentär. Filmen används för att utbilda brittisk polis kring hedersmord .

### Filmografi
| Film | Film                                         | Film                   | Film | Film       |
| År   | Tittel                                       | Rolle                  | Kommentar | Typ        |
| ---- | -------------------------------------------- | ---------------------- | --- | ---------- |
| 2025 | America's Veterans: The War Within           | Regissör och producent | | Dokumentär |
| 2022 | Behind the Rage: America’s Domestic Violence | Regissör och producent | | Dokumentär |
| 2020 | Muslim In Trump’s America                    | Regissör och producent | Vann Peabody Award. | Dokumentär |
| 2020 | America’s War On Abortion                    | Regissör och producent | - Vann BAFTA . - Vann Edinburgh International Television Festival award. - Nominerad till AIB Media Excellence Awards. | Dokumentär |
| 2017 | White Right: Meeting The Enemy               | Regissör och producent | - Vann Emmy Award. - Vann Royal Television Society Award. - Vann PeaceJam Special Jury Award. - Vann Rory Peck Award . - Vann Women in Film and Television UK Awards. - Vann Bellingham Human Rights Film Festival juripris - Vann Asian Media Awards. - Nominerad till British Academy Film Awards. - Nominerad til Frontline Club Awards.                                              | Dokumentär |
| 2016 | Islam's Non-Believers                        | Regissör och producent | Nominerad till Asian Media Awards | Dokumentär |
| 2015 | Jihad: A Story of the Others                 | Regissör och producent | - Utsågs till bästa korta dokumentären vid New York International Independent Film and Video Festival. - Tilldelad Mänskliga rättigheter-utmärkelse från Norska ministeriet för konst och kultur för dokumentär. - Nominerad till Grierson Awards. - Nominerad till British Academy Film Awards . - Nominerad tillGolden Nymph Award. - Nominerad till Creative Diversity Network Awards | Dokumentär |
| 2012 | Banaz a Love Story                           | Regissör och producent | - Vann Peabody Award. - Vann Emmy Award. - Vann Bergen International Film Festival. - Nominerad till Royal Television Society Awards. | Dokumentär |

## Priser och utmärkelser
- 2018: Hedersdoktor vid Emerson College[27].
- 2017: Ledamot av Konstrådets styrelse i Norge. Utnämningen gäller i fyra år (2018–2021)[28].
- 2016: Goodwillambassadör för UNESCO för konstnärlig frihet och kreativitet[29]. Hon är den första norska som har blivit utnämnd[30].
- 2016: Telenors kulturpris[31].
- 2016: Peer Gynt-priset.[32].
- 2016: Gunnar Sønstebys  Memorial Fund[33]. Syftet med denna utmärkelse är att hedra de individer eller organisationer vars syfte är att försvara de demokratiska grundläggande värderingar och för att säkerställa landets frihet och oberoende.
- 2015: Universitetets i Oslo Mänskliga Pris[34].
- 2015: Planens tjejpris (Girls Award, International Day of the Girl Child)[35].
- 2012: Ossietzky-priset av norska P.E.N[36].
- 2009: Freedom Award[37].
- 1996: Stiftelsen Scheiblers pris[38].